# Jaco Peyper
Jaco Peyper, né le 13 mai 1980 à Bloemfontein, est un arbitre international sud-africain de rugby à XV.

## Biographie
La progression de Peyper dans la hiérarchie est très rapide. Après avoir officié en Currie Cup, il est nommé comme officiel pour la saison 2008 de Super 14 à 28 ans, puis est testé au niveau international lors du championnat du monde junior de rugby à XV 2011 durant lequel il officie en finale. La qualité de son arbitrage dans la compétition lui vaut l'accession, l'année suivante, dans le panel élite de l'IRB. Sa première mission est de prendre en charge la tournée de l'Écosse dans le Pacifique. Il fait ses débuts dans le Rugby Championship en arbitrant le match Argentine-Nouvelle-Zélande. Il arbitre également au cours du Tournoi des Six Nations 2013. Il est depuis un arbitre régulier au niveau international et prend part à chaque compétition internationale.
Il fait partie des douze arbitres retenus pour la Coupe du monde 2015 en Angleterre. En 2019, il est de nouveau sélectionné pour arbitrer des matchs de la Coupe du monde au Japon. Au cours du quart-de-finale Pays de Galles - France, il exclut le français Sébastien Vahaamahina pour un coup de coude. Après le match, une photo est apparue sur les réseaux sociaux le montrant mimant le même geste aux côtés de fans gallois. Il n'est alors pas retenu pour arbitrer les demi-finales la semaine suivante. Il s'excuse ensuite pour ce cliché et revient en tant qu'arbitre de touche pour officier sur le match pour la troisième place.
Il reprend ensuite le cours de sa carrière et regagne sa réputation d'arbitre rigoureux qui laisse la continuité du jeu,.

## Matchs arbitrés
Arbitre de champ en phases finales :
- 2015 :
  - Matchs de poule :  Angleterre -  Fidji,  Samoa -  Écosse,  Argentine -  Tonga,  France -  Roumanie
- 2019 :
  - Matchs de poule :  Japon -  Samoa,  Argentine -  Tonga
  - Quart-de-finale :  Pays de Galles -  France
- 2023 :
  - Matchs de poule :  France -  Nouvelle-Zélande,  Angleterre -  Chili,  Japon -  Samoa
  - Quart-de-finale :  Pays de Galles -  Argentine